# Chas Messenger
Charles William „Chas“ Messenger (* 25. Februar 1914 in London; † 26. Juli 2008 in London) war ein englischer Fahrer, Organisator von Rennen, Verbandsfunktionär und Autor von Radsportbüchern.
Chas Messenger begann mit dem Radsport als aktiver Fahrer in der Gegend von Kings Cross. Er selbst bezeichnete sich als „mittelmäßig“, stellte aber trotzdem einen Rekord in einem Zeitfahren  über 25 Meilen auf.

## Engagement als Funktionär
Messenger wurde Funktionär der British League of Racing Cyclists (BLRC). Die BLRC wurde während des Zweiten Weltkrieges gegründet, um in Großbritannien Straßenrennen auf öffentlichen Straßen populär zu machen. Der Verband organisierte ab 1951 mehrere Britannien-Rundfahrten unter verschiedenen Namen, bis 1958 das Milk Marketing Board als Sponsor gewonnen wurde. Fortan, bis 1993, hieß das Rennen Milk Race. Messenger war von 1958 bis 1965 der verantwortliche Organisator des Rennens.
1959 war Chas Messenger mitverantwortlich dafür, dass sich die BLRC mit dem konkurrierenden Verband National Cycling Union zur British Cycling Federation (BCF), heute British Cycling, vereinigte. Er verhandelte mit der Polizei, um weitere Rennen auf öffentlichen Straßen veranstalten zu können. Sieben Jahre lang war er stellvertretender Vorsitzer des Rennkomitees der BCF, das die Fahrer für die Nationalmannschaften nominierte. Von 1962 bis 1967 war er der Sportliche Leiter des britischen Straßenteams. Höhepunkt in dieser Zeit waren die UCI-Straßen-Weltmeisterschaften 1967 in Heerlen, bei denen der Brite Graham Webb Weltmeister sowie die Britin Beryl Burton Weltmeisterin wurde. Im September 1967 wurde er von der BCF ohne Angabe von Gründen aus dieser Funktion entlassen.
In den 1970er Jahren setzte sich Messenger mit dafür ein, dass die letzte Radrennbahn in der Innenstadt von London, die Bahn von Paddington, erhalten blieb, wenn auch vergebens. Er schuf anstelle der abgerissenen Radrennbahn verschiedene Möglichkeiten für Radsportler, gefahrlos zu trainieren, wie etwa den Hillingdon Cycle Circuit, auf dem unter anderem Bradley Wiggins seine Karriere begann.

## Autor von Büchern
Messenger schrieb mehrere Bücher in einem Stil, der als „intensiv persönlich“ beschrieben wird. Sein Verständnis von Geschichte, so eine Rezension, folge nicht immer der Chronologie, aber er sei ein unterhaltsamer und spannender Autor, der es sich niemals erlaube, sich „unmäßig um solche Hindernisse wie Rechtschreibung, Grammatik und Zeichensetzung Gedanken zu machen“.

## Persönliches
Messenger verbrachte sein ganzes Leben in West-London, wo er bei der lokalen Verwaltung tätig war. Er war Mitglied des Chequers Road Club. Er war bekannt für seine brüske Art. Bei der offiziellen Trauerfeier für ihn sagte einer der Redner: „His propensity for direct action and getting things done rather than long-winded committee debate made him a controversial figure to some then amateur attitudes.“ (Übers.: „Sein Hang zur sofortigen Handlung und Umsetzung anstelle langen Herumdiskutierens machte ihn zu einer umstrittenen Persönlichkeit bei manchen mit Amateureinstellungen.“)

## Ehrungen
Seit 2001 wird das Chas Messenger Road Race zu seinen Ehren veranstaltete. 2008 führte Messenger, obwohl schon schwer krank, die Siegerehrung für Russell Downing durch. 2009 wurde er in die British Cycling Hall of Fame aufgenommen.

## Schriften
- Conquer the World. Pelham Books, London 1968.
- Cycling Crazy. Pelham Books, London 1970.
- Cycling's Circus. Pelham Books, London 1971.
- Where there's a Wheel. Pelham Books, London 1972.
- Ride and be Damned. Pedal Publishing, Harpenden 1998.